# Hyperacanthus microphyllus
Hyperacanthus microphyllus là một loài thực vật có hoa trong họ Thiến thảo. Loài này được (K.Schum.) Bridson mô tả khoa học đầu tiên năm 1985.